# Kanada na Letních olympijských hrách 1964
Kanada se účastnila Letní olympiády 1964 v japonském Tokiu. Zastupovalo ji 115 sportovců (95 mužů a 20 žen) v 16 sportech.

## Medailisté
| Medaile | Jméno                           | Sport     | Soutěž                       |
| ------- | ------------------------------- | --------- | ---------------------------- |
| Zlato   | Roger Jackson George Hungerford | Veslování | Muži dvojka bez kormidelníka |
| Stříbro | Bill Crothers                   | Atletika  | Muži běh na 800 m            |
| Stříbro | Doug Rogers                     | Judo      | Muži do 80 kg                |
| Bronz   | Harry Jerome                    | Atletika  | Muži 100 m                   |